# Storm van 2 april 1973

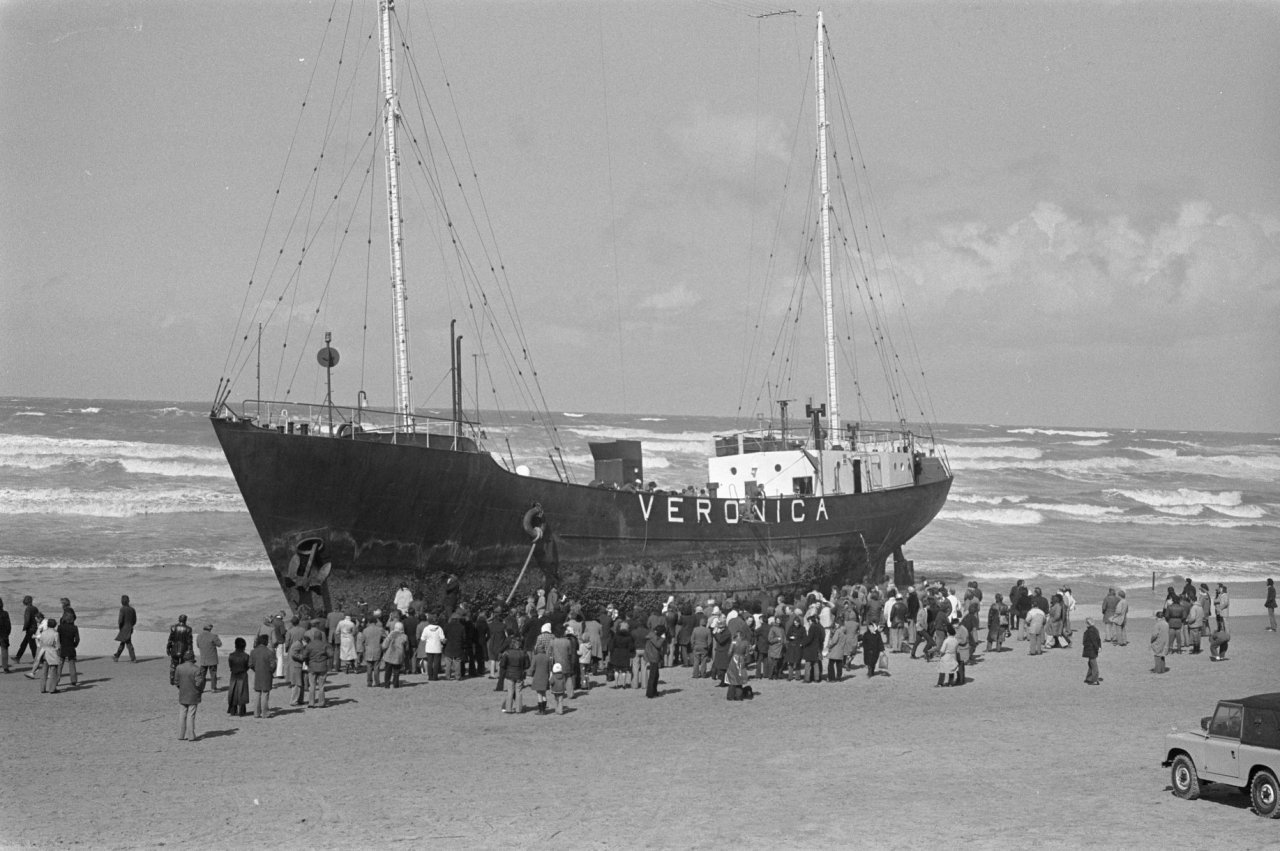
Radioschip Veronica strandt op strand van Schevingen na Aprilstorm

De storm van 2 april 1973 was een zware storm die in april 1973 over Holland en Noord-Nederland trok. België bleef dit keer, in tegenstelling tot de storm van 13 november 1972, vrijwel ongemoeid.
De storm ontstond ten oosten van Newfoundland en trok over Ierland, Groot-Brittannië, de Noordzee (waar de laagste luchtdruk van 968 millibar gemeten werd), Nederland en Duitsland naar Finland.

## Nederland
Van een echte storm was pas sprake toen de depressie bij Ierland was. Op dat moment was het nog een betrekkelijk kleine storm. Daarna nam de windkracht toe, door een verdere verlaging van de luchtdruk. Rond 17.00 uur bereikte de kern van de storm de Waddeneilanden. Tijdens de storm werden de hoogste uurgemiddelde windsnelheden boven land (28 m/s, windkracht 11) gemeten bij IJmuiden en Lelystad. Boven zee werd bij Texelhorst een uurwaarde van 30 m/s gemeten. Ter vergelijking: Maastricht mat een uurgemiddelde van 14 m/s.
Even na 15.00 uur werd officieel windkracht negen (storm) waargenomen door de meetstations in Vlissingen en Hoek van Holland en kort daarna ook door IJmuiden. Daarna nam de windkracht nog flink toe. Rond 17.30 trok de kern van de depressie over Vlieland. Het zwaarste stormveld vond plaats aan de zuidzijde van de depressie, die op haar weg naar het oosten over zuidelijk Noord-Holland, Zuid-Holland, Utrecht en Gelderland trok.

## Schade

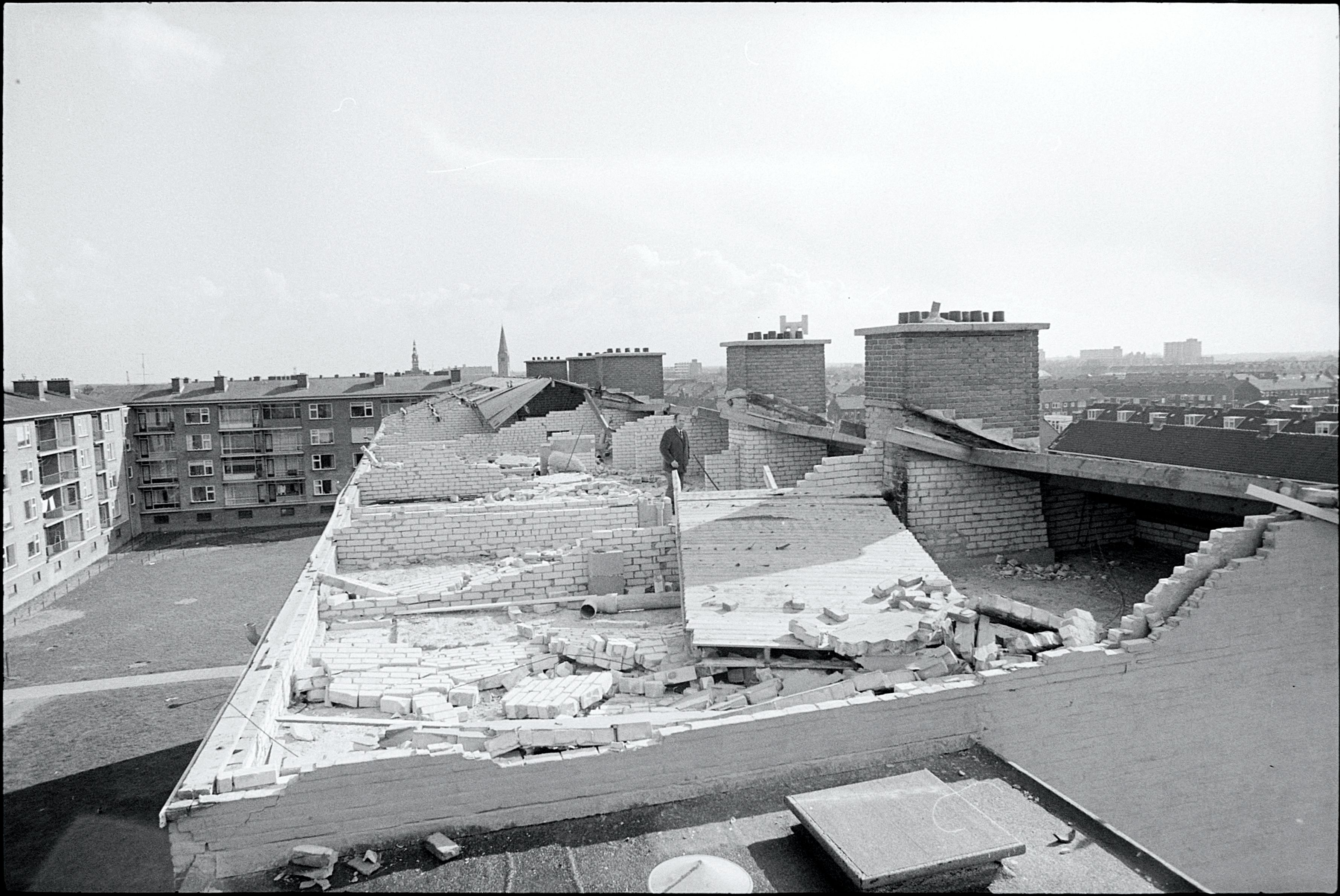
Dak van flat, Heemskerk april 1973

Opnieuw waren veel bomen het slachtoffer van de storm. Veel bomen die ternauwernood de storm van 13 november 1972 hadden overleefd, gingen er nu alsnog aan. Vooral de Veluwe kreeg daardoor klappen.
De korte, hevige storm richtte met name schade aan aan bedrijven. In het Westland werd een grote ravage aangericht onder de kassen. In bijvoorbeeld Beverwijk werd veel schade aangericht aan Winkelcentrum Wijkerbaan en de Uiverhof waar tientallen ramen sneuvelden. De zeeweringen ontsnapten aan serieuze schade.

## Slachtoffers
In diverse landen waren er slachtoffers te betreuren. In Nederland verloren als gevolg van de storm drie mensen het leven. In Groot-Brittannië vielen eveneens drie doden. In Duitsland werd een trein geraakt door een omvallende boom met enkele doden (exacte aantal niet bekend) als gevolg.

## Trivia
Het bekendste slachtoffer van de storm was de Norderney, het zendschip van de zeezender Radio Veronica. Zij werd losgerukt van haar ligplaats buiten de territoriale wateren en bij Scheveningen op het strand geworpen. De bemanning moest ijlings de zendkristallen overboord werpen om niet opgepakt te worden met een bedrijfsklare zender aan boord. De bemanning was tijdig door een reddingsboot van boord gehaald.